# Oberförsterei Hohenbucko
Die Oberförsterei Hohenbucko ist ein unter Denkmalschutz befindliches Gebäudeensemble in der Dorfstraße der Gemeinde Hohenbucko am westlichen Rand der Rochauer Heide im südbrandenburgischen Landkreis Elbe-Elster. Sie ist als ortsbildprägendes Baudenkmal im örtlichen Denkmalverzeichnis unter der Erfassungsnummer 09135299,T verzeichnet. Die Oberförsterei ist bis heute als Einrichtung des Amtes für Forstwirtschaft Doberlug-Kirchhain in Betrieb. 

## Baubeschreibung und Geschichte
Die Oberförsterei in Hohenbucko wurde im Jahre 1889 als Königlich-Preußisches Forstamt errichtet. Dabei handelt es sich beim Wohnhaus um einen Sichtziegelbau mit hohem Drempel und Satteldach. Das Gebäude besitzt unter anderem eine symmetrische, mit Ziegeldekor und Gesimsen gegliederte Fassade sowie eine Eingangsveranda mit Zwerchhausabschluss. Im Inneren ist ein großer Querflur zu finden, von dem die Wohn- und Amtsräume abgehen. Im Dachgeschoss befindet sich neben Giebelstuben und Kammern auch eine Räucherkammer.
In der Folgezeit entstanden weitere Gebäude auf dem Grundstück. Die zur Straße hin ausgerichtete Remise ist ein mit einem Satteldach versehener giebelständiger Sichtziegelbau mit segmentbogigen Wandöffnungen Satteldach. Datiert wird sie auf das Jahr 1900. Weiters ist im Garten des Grundstücks ein historisches freistehendes Backhaus zu finden. Auch dieses Gebäude entstand in der Zeit um 1900, wurde mit einem Satteldach ausgestattet und ist ein eingeschossiger Sichtziegelbau. Die einst zur Oberförsterei gehörige Samendarrscheune aus derselben Zeit ist ein zweigeschossiger verbretterter Holzskelettbau, der sich auf einem Ziegelfundament befindet. Das Satteldach der Scheune wurde mit Herzziegeln gedeckt. Der Betrieb dieser Einrichtung wurde allerdings bereits nach nur etwas mehr als zwei Jahrzehnten im Jahre 1925 eingestellt.
Weitere Sehenswürdigkeiten des Ortes sind unter anderem die Hohenbuckoer Dorfkirche, das Pfarrhaus, die Lochmühle, ein ehemaliges Großbauerngehöft in der Dorfstraße 44  und eine Postmeilensäule. Im Ortsteil Proßmarke sind mit der örtlichen Dorfkirche und einem denkmalgeschützten Wohnhaus weitere Sehenswürdigkeiten zu finden.